# Охозия (царь Иудеи)
Охо́зия (ивр. אֲחַזְיָהוּ‎, Ахазьяhу — «которого поддерживает Иегова»), сын царя Иорама (Иегорама) и Гофолии — ветхозаветный персонаж; 6-й царь Иудейского царства.

## Библейское повествование
Охозия участвовал вместе со своим дядей, царём Иудеи Иорамом, в неудачном для иудейского войска походе в Сирию, против арамейцев. В этом походе Иорам был ранен. Когда же Охозия приехал навестить дядю, то прибыл как раз в начале мятежа военачальника Иегу. Охозия пытался бежать от мятежников, но был смертельно ранен стрелой. Он смог добраться до Мегиддо, где и скончался от раны.
Брат Иосавефы, жены первосвященника Иодая, спасшей его юного сына Иоаса от ярости Гофолии.